# 工业路街道 (张家口市)
工业路街道，是中华人民共和国河北省张家口桥东区下辖的一个街道办事处，位于桥东区中部，面积2.68平方公里，人口4万余人。街道办事处驻辖区内钻石北路50号。

## 行政区划
工业路街道下辖以下地区：
中横街社区、光明街社区、菜园街社区、桥南街社区、惠安苑社区、吉安社区和学院路社区。